# Noris Siliprandi
Noris Siliprandi (Roverbella, 18 novembre 1919 – Padova, 30 marzo 2000) è stato un biochimico italiano.

## Biografia
Laureatosi in Medicina all'Università degli Studi di Pavia, ha iniziato la sua attività di ricerca nell'Istituto di biochimica diretto da Alessandro Rossi Fanelli, seguendolo quando poi questi si trasferì alla direzione dell'istituto di biochimica della Sapienza - Università di Roma.
La sua formazione scientifica è stata completata con il soggiorno in importanti centri universitari esteri di biochimica, dove avviò collaborazioni con importanti scienziati.
Nel 1956 divenne professore di Biochimica all'Università degli Studi di Camerino, trasferendosi nel 1958 all'Università degli Studi di Padova, dove rimase fino alla nomina a professore emerito.
Nel 1968 ha creato il Centro di Studio per la Fisiologia dei Mitocondri del C.N.R., dirigendolo fino al 1982.
È stato autore di 170 pubblicazioni scientifiche con contributi originali e fondamentali in bioenergetica, metabolismo glucidico e biosintesi coenzimatica.
È stato presidente della Società Italiana di Biochimica e Biologia Molecolare nel periodo 1977 - 1982 e membro di svariate società scientifiche italiane ed internazionali.

## Opere principali
- Lezioni di biochimica, 1960.
- Chimica biologica, parte prima 1975.
- Chimica biologica, parte seconda 1977.
- Biochimica strutturale, 1980.
- Biochimica metabolica, 1981.
- Biochimica medica, 1988.

## Onorificenze
È stato membro delle seguenti accademie e istituzioni scientifiche:
- Accademia Nazionale dei Lincei, dal 1968
- Istituto veneto di scienze, lettere ed arti
- Accademia galileiana di scienze, lettere ed arti